# Černozem

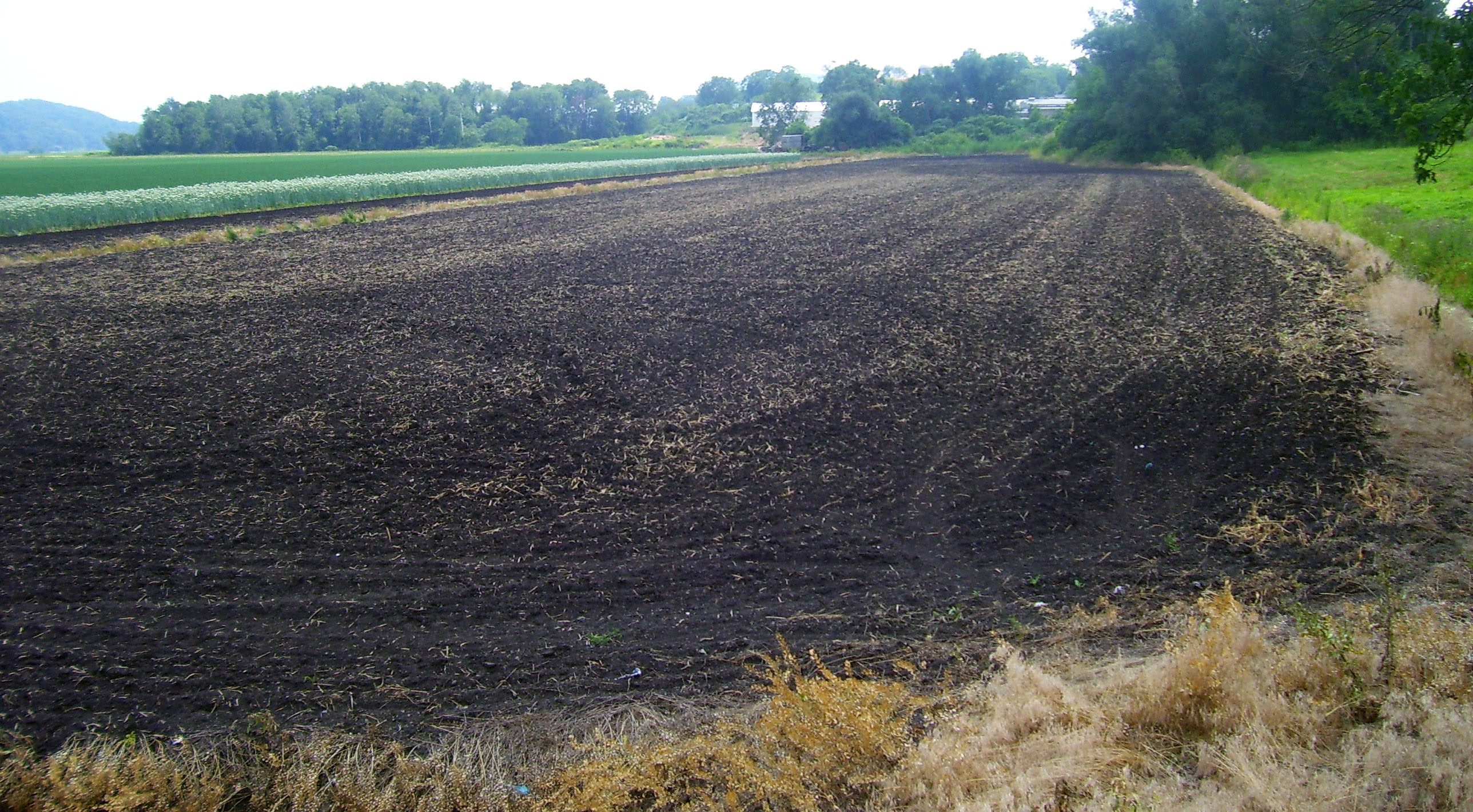
Černozem na poli v okresu Orange ve státě New York v USA

Černozem (ukrajinsky чорнозем – čornozem nebo rusky чернозём – černozjom) je nejúrodnější mírně vápnitý půdní typ ležící na sprašových pokryvech nížin, na místě stepí a lesostepí, má nasycený sorpční komplex. Jsou to také nejúrodnější půdy mírného pásma.
Na Zemi se nacházejí dvě velké černozemní oblasti: jednak prérie v okolí Velkých jezer v Severní Americe, jednak v jižní Ukrajině, jižním a středním Rusku a na Sibiři. V Česku se černozem vyskytuje na jižní Moravě a částečně i v Polabí.
Černozem má půdní horizont především z A (humusová vrstva) a C (půdotvorný substrát). Neobsahuje B (obohacenou vrstvu). Jsou na sprašových pokryvech do 300–400 m n. m. Reakce půdního roztoku je neutrální nebo slabě zásaditá. U zemědělsky využívaných černozemí dochází často ke zhoršování podmínek kondenzace huminových kyselin a ornice se částečně prosvětlují.

Podíl černozemě podle klasifikace World Reference Base for Soil Resources:
více než 50%
25-50%
5-25%

Černozem se nachází v nížinách, kde je teplejší podnebí s menším množstvím srážek. Černozem je nejúrodnější typ půdy. Pěstuje se tady zejména pšenice, kukuřice, cukrová řepa. V teplejších oblastech vinná réva, ovoce a zelenina, chmel. Chovají se zde koně, prasata a drůbež.